# جرج گراهام
جرج گراهام (به انگلیسی: George Graham) (زاده ۳۰ نوامبر ۱۹۴۴) بازیکن سابق و مربی فوتبال اهل اسکاتلند است. وی سابقه بازی در تیم‌های چلسی، آرسنال و لیدز یونایتد و مربی‌گری در تیم‌های آرسنال، تاتنهام و لیدز یونایتد را دارد. وی در سال ۱۹۸۹ توانست پس از ۱۸ سال آرسنال را قهرمان لیگ برتر فوتبال انگلستان کند. این یکی از خاطره‌انگیزترین قهرمانی‌های آرسنال بود که در آن آن‌ها با ۷۶ امتیاز و با تفاضل گل برابر و گل زدهٔ بیشتر نسبت به لیورپول قهرمان شدند. بازی آخر لیگ بین آرسنال و لیورپول بود و آرسنال توانست در ورزشگاه آنفیلد ۰–۲ میزبان خود را شکست دهد و به مدد گل زدهٔ بیشتر قهرمان شود. پیش از این بازی لیورپول ۳ امتیاز و ۴ تفاضل گل بیشتر از آرسنال داشت. گل دوم و گل قهرمانی آرسنال در دقیقهٔ ۱+۹۰ بازی توسّط مایکل توماس به ثمر رسید.
همچنین گراهام در سال ۱۹۹۴به همراه آرسنال قهرمان جام برندگان جام اروپا شد.
جرج گراهام در دوران مربّی‌گری‌اش به استحکام خط دفاعی شهره بود. در سال ۱۹۸۶ گراهام با ورود به آرسنال خط دفاعی مستحکمی متشکل از لی دیکسون، استیو بولد، نایجل وینتربرن و تونی آدامز تشکیل داد. هنگامی که در سال ۱۹۹۶ آرسن ونگر بر روی نیمکت آرسنال نشست، خط دفاعی آرسنال هنوز متشکل از این چهار نفر بود.